# Stelis labiata
Stelis labiata är en biart som först beskrevs av Léon Abel Provancher 1888.  Stelis labiata ingår i släktet pansarbin, och familjen buksamlarbin. Inga underarter finns listade i Catalogue of Life.